# Tibulates
 (mars 2025).
Si vous disposez d'ouvrages ou d'articles de référence ou si vous connaissez des sites web de qualité traitant du thème abordé ici, merci de compléter l'article en donnant les références utiles à sa vérifiabilité et en les liant à la section « Notes et références ».
Les Tibulates ou Tibulatii (en Langue grecque: Τιβουλάτιοι), sont un ancien peuple antique de Sardaigne.

## Histoire
Décrits par Ptolémée (III, 3), les Tibulates habitaient l'extrémité septentrionale de l'île près de l'antique cité de Tibula, près des Corses et aussitôt au nord des Coracenses. La terminaison en -ates suggère une origine ligure.